# 示指伸筋
示指伸筋（じししんきん・しししんきん、英語: extensor indicis muscle）は人間の上肢の筋肉で示指の伸展、手関節の背屈を行う。
尺骨後下部、前腕骨間膜から起こり、第2指指背腱膜で停止する。